# Ronde van Vlaanderen 1935
De 19de editie van de Ronde van Vlaanderen werd verreden op 14 april 1935 over een afstand van 260 km van Gent naar Wetteren. De gemiddelde uursnelheid van de winnaar was 34,900 km/h. Van de 140 vertrekkers bereikten er 28 de aankomst.

## Hellingen
- Kwaremont
- Kruisberg
- Edelareberg

## Uitslag
| Rang | Renner             | Land      | Ploeg          | Tijd  |
| ---- | ------------------ | --------- | -------------- | ----- |
| 1    | Louis Duerloo      | België    | Genial Lucifer | 7h27' |
| 2    | Eloi Meulenberg    | België    | Alcyon-Dunlop  | z.t.  |
| 3    | Cornelius Leemans  | België    | Genial Lucifer | z.t.  |
| 4    | Joseph Moerenhout  | België    | Dilecta-Wolber | z.t.  |
| 5    | Gerrit van de Ruit | Nederland | Dossche Sport  | z.t.  |
| 6    | Léopold Roosemont  | België    | Colin - Wolber | z.t.  |
| 7    | Jules Lowie        | België    | Genial Lucifer | z.t.  |
| 8    | Edgard De Caluwé   | België    | Dilecta-Wolber | 2'00' |
| 9    | Frans Van Hassel   | België    | Genial Lucifer | z.t.  |
| 10   | Gaston Rebry       | België    | Alcyon-Dunlop  | 2'15" |

1913 · 
1914 · 
1915 · 
1916 · 
1917 · 
1918 · 
1919 · 
1920 · 
1921 · 
1922 · 
1923 · 
1924 · 
1925 · 
1926 · 
1927 · 
1928 · 
1929 · 
1930 · 
1931 · 
1932 · 
1933 · 
1934 · 
1935 · 
1936 · 
1937 · 
1938 · 
1939 · 
1940 · 
1941 · 
1942 · 
1943 · 
1944 · 
1945 · 
1946 · 
1947 · 
1948 · 
1949 · 
1950 · 
1951 · 
1952 · 
1953 · 
1954 · 
1955 · 
1956 · 
1957 · 
1958 · 
1959 · 
1960 · 
1961 · 
1962 · 
1963 · 
1964 · 
1965 · 
1966 · 
1967 · 
1968 · 
1969 · 
1970 · 
1971 · 
1972 · 
1973 · 
1974 · 
1975 · 
1976 · 
1977 · 
1978 · 
1979 · 
1980 · 
1981 · 
1982 · 
1983 · 
1984 · 
1985 · 
1986 · 
1987 · 
1988 · 
1989 · 
1990 · 
1991 · 
1992 · 
1993 · 
1994 · 
1995 · 
1996 · 
1997 · 
1998 · 
1999 · 
2000 · 
2001 · 
2002 · 
2003 · 
2004 · 
2005 · 
2006 · 
2007 · 
2008 · 
2009 · 
2010 · 
2011 · 
2012 · 
2013 · 
2014 · 
2015 · 
2016 · 
2017 · 
2018 · 
2019 · 
2020 · 
2021 · 
2022 · 
2023 · 
2024
Lijst van beklimmingen